# Каноника (Терни)
Каноника (итал. Canonica) је насеље у Италији у округу Терни, региону Умбрија.
Према процени из 2011. у насељу је живело 57 становника. Насеље се налази на надморској висини од 464 м.